# Кишш, Геза
Геза Кишш (венг. Kiss Géza; 22 октября 1882, Палфалва — 23 августа 1952, Будапешт) — венгерский пловец, серебряный и бронзовый призёр летних Олимпийских игр 1904.
На Играх 1904 в Сент-Луисе Кишш участвовал только в двух дисциплинах, в каждой из которых выиграл медаль. Он получил серебряную награду в плавании на 1 милю вольным стилем и бронзовую в гонке на 880 ярдов вольным стилем.
Через два года Кишш участвовал в неофициальных Олимпийских играх 1906 в Афинах, на которых он выиграл золотую медаль в эстафете 4×250 м вольным стилем, но Международный олимпийский комитет не признаёт эту награду.